# Коксон, Грэм
Грэм Коксон (англ. Graham Coxon, 12 марта 1969) — британский музыкант , гитарист , певец , художник, основатель и участник группы Blur.  В качестве основного гитариста и второго вокалиста участвовал в записи всех  девяти студийных альбомов Blur ( на альбоме Think Tank 2003 года его игру можно услышать только на одной песне из-за временного ухода из группы во время записи альбома) .Еще будучи участником Blur начал сольную карьеру , которая на данный момент насчитывает 8 студийных альбомов

## Ранние годы
Грэм Коксон родился 12 марта 1969 года в Ринтельне, ФРГ, где его отец работал оркестрантом в Британской армии. Семья жила на военной базе на протяжении пяти лет, а затем переехала в Дерби. Три года спустя они перебрались в Колчестер , где Грэм встретил своего будущего партнера по Blur, Деймона Албарна. Изначально Коксон играл на саксофоне в песнях, написанных Албарном, а позже начал играть на гитаре в небольших группах Колчестера.

## Музыкальная карьера

### Blur
Коксон изучал изящные искусства в Голдсмит-колледже, где встретил бас-гитариста Blur Алекса Джеймса. В это время он познакомился с творчеством Сида Барретта, которое сильно повлияло на его музыкальные интересы. Он покинул колледж из-за успеха своей группы Seymour, которая позже сменила название на Blur.
Интерес Коксона к lo-fi и альтернативной музыке повлиял на звучание Blur в конце девяностых, сделав его менее коммерциализированным. Помимо исполнения всех гитарных партий, бэк-вокала и иногда барабанов, Коксон исполняет основной вокал в таких песнях Blur, как Coffee & TV, Red Necks и You're So Great.
Осенью 2001 года Коксон отправился в реабилитационный центр лечиться от алкоголизма. Он успел немного поучаствовать в записи следующего альбома группы «Think Tank», но остальные музыканты жаловались, что с ним тяжело работать. В конце концов менеджер Крис Моррисон попросил его не приходить в студию; Коксон в 2002 году ушёл из группы вовсе
После того как Дэймон Албарн признался, что он и Коксон восстановили свои отношения, было объявлено, что Blur в полном составе выступят в Гайд-парке 3 июля 2009 года. В том же году группа выступила на фестивалях Glastonbury, T in the Park и Oxegen 2009, а также дала несколько концертов по всей Англии и один в Лионе, Франция.
19 февраля 2015 года группа объявила, что их восьмой студийный альбом выйдет 27 апреля.  «The Magic Whip»стал первым студийным альбомом группы за 12 лет. Альбом был хорошо встречен фанатами и критиками и достиг первой позиции в UK Albums Chart.
Восемь лет спустя группа выпустила альбом «The Ballad of Darren» и отправилась в международный тур, во время которого выступила на различных фестивалях, включая Коачеллу, а также дала два солд-аут концерта на Уэмбли

### Сольная карьера
Еще во времена Blur Коксон выпустил три сольных альбома, а всего на данный момент их количество достигло восьми .  Он лично создаёт обложки для своих сольных альбомов . Лучший результат в UK Albums Chart принадлежит Happiness in Magazines, который занял 19-е место в 2004 году. За этот альбом Коксон удостоился награды Best Solo Artist от NME в 2005 году.
Коксон написал и записал саундтрек для сериала «Конец е ***го мира». Также он участвовал в создании саундтреков к таким проектам, как «Борьба с моей семьей» и «Мне это не нравится»
В октябре 2022 года его мемуары Verse, Chorus, Monster! были опубликованы издательством Faber & Faber.
В 2023 году фолк-рок группа The Waeve, состоящая из Грэма Коксона и Роуз Элинор Дугалл, выпустила дебютный одноименный альбом, который был поддержан туром по всей Англии. Второй альбом «City Lights» дуэт выпустил в сентябре 2024 года.

### Работа с другими музыкантами
Помимо сольных проектов и работы с Blur, Коксон помогает другим артистам в записи их альбомов. Например, он помог Питу Доэрти в создании альбома «Grace/Wastelands», а в 2019 году поучаствовал в написании альбома Duran Duran Future Past.
Коксон также принимал участие в создании ремиксов песен других исполнителей, включая композиции Idlewild и Lowgold, которые были выпущены в качестве би-сайдов.
Его работа также появилась на обложке альбома английской фолк-певицы Кейт Расби «The Girl Who Couldn't Fly».

## Признание
По словам лид-гитариста Oasis Ноэля Галлахера, Коксон является "одним из самых талантливых гитаристов своего поколения". В 2010 году BBC провело голосование за лучшего гитариста последних 30 лет, и Коксон занял 15-е место. Критик журнала Q Адриан Девой описал Коксона как "удивительного музыканта".

## Личная жизнь
Во время борьбы с алкоголизмом Коксон полностью отказался от алкоголя. Был женат , в  настоящее время он состоит в отношениях с коллегой по The Waeve, Роуз Элинор Дугалл, от которой у него есть дочь.

## Дискография
- The Sky Is Too High (1998)
- The Golden D (2000)
- Crow Sit on Blood Tree (2001)
- The Kiss of Morning (2002)
- Happiness in Magazines (2004)
- Love Travels at Illegal Speeds[16] (2006)
- The Spinning Top (2009)
- A+E (2012)
- OST The End of The F***ing World (2018)
- OST The End of The F***ing World 2 (2019)

## Сайты
- На Викискладе есть медиафайлы по теме Грэм Коксон
- Официальный сайт (англ.)
- Сайт с работами Коксона (англ.)
- Интервью Коксона ,телекастер. (англ.)